# Маттиссенс, Пол
Пол Маттиссенс (род. 1955, Вильрек, Антверпен, Бельгия) — бельгийский теоретик организации работы, консультант по вопросам управления, декан Школы Менеджмента Антверпена и председатель комиссии по научным изысканиям факультета прикладной экономики, профессор стратегического менеджмента в Университете Антверпена (Бельгия).

## Биография
Родился в Вильрейке (Антверпен, Бельгия) в 1955 году. В 1980 году защитил докторскую диссертацию в области маркетинга в Гентском университете (Бельгия). Тема диссертации: «Маркетинг в промышленной продукции».
Маттиссенс начал свою академическую карьеру в 1982 году как член преподавательского состава школы управления Университета Антверпена. В дальнейшем он стал профессором стратегического управления и глобального стратегического управления. С 2007 по 2013 год Маттиссенс возглавлял Департамент по вопросам управления Университета Антверпена, и с сентября 2013 стал деканом факультета управления Университета Антверпена в качестве преемника Филиппа Наэрта. Он также был научным руководителем экономиста Коэна Ванденбемпта (защитившего докторскую в 1999).
С 1994 по 2008 он был профессором по B2B-маркетингу в Университете им. Эразма Роттердамского (Бельгия). Маттиссенс был приглашенным лектором в Копенгагенской школе бизнеса и в Стокгольмской школе экономики, а также читал лекции во многих других университетах, в том числе и в московском Институте Бизнеса и Делового Администрирования РАНХиГС при Президенте РФ.

## Работа
Стал известен благодаря своей работе по сервис-ориентированной стратегии.
Его исследования направлены на выстраивание стратегии в отношениях покупателя с поставщиками, стратегии создания стоимости, рыночной стратегии и внесение стратегических инноваций на международных B2B рынках. Маттиссенс выступает в роли приглашенного эксперта по вопросам отраслевой промышленности, консультирует государственные и региональные власти в сферах инноваций и секторальной политики, а также занимается подготовкой управленческих кадров и консультированием транснациональных компаний.

## Работа в России
Маттиссенс читает лекции по управлению кадрами в Институте Бизнеса и Делового Администрирования РАНХиГС при Президенте РФ в рамках российско-бельгийской программы Executive MBA.

## Публикации
Маттиссенс является автором многочисленных книг и статей. Наиболее известные работы:
- 1998. «Конкурентная стратегия и динамика рынка: к конкурентным преимуществам на промышленных рынках». Пол Маттиссенс, Руди Мартенс, Коэн Ванденбемпт
- 2000. «Маркетинг на деловых рынках: стратегическое интегрирование коммуникаций для b2b-маркетологов». Марк Логман, Пол Маттиссенс, У. Фред Ван Раай
- 2002. «Заинтересованные стороны Синергии: Двадцать пять фламандских научных экономической конференций». Людо Питерс и Пол Маттиссенс
- 2004. «Создание стоимости и инноваций в промышленности: новые способы мышления по сравнению со старыми привычками». Пол Маттиссенс, Коэн Ванденбемпт, Лиселор Бергман

Статьи:
- Пол Маттиссенс и Кристоф Ван ден Bulte. «Ближе и лучше: партнерские отношения в цепи поставок». Long Range Planning 27.1 (1994): 72-83.
- Пол Маттиссенс и Коэн Ванденбемпт. «Создание конкурентных преимуществ в промышленных услугах». Journal of Business & Industrial Marketing 13.4/5 (1998): 339—355.
- Катрин Н. Аксинн и Пол Маттиссенс. «Границы международной теории в безграничном мире». International marketing review 19.5 (2002): 436—449.
- Крис Аэртс, Пол Маттиссенс и Коэн Ванденбемпт. «Критическая роль и практики отбора европейских бизнес-инкубаторов». Technovation 27.5 (2007): 254—267.
- Пол Маттиссенс и Коэн Ванденбемпт. «Переход от основного предложения к назначению добавленной стоимости: стратегии, барьеры и выравнивание.» Industrial Marketing Management 37.3 (2008): 316—328.